# Cassia moschata
Cassia moschata är en ärtväxtart som beskrevs av Carl Sigismund Kunth. Cassia moschata ingår i släktet Cassia och familjen ärtväxter. Inga underarter finns listade i Catalogue of Life.

## Bildgalleri

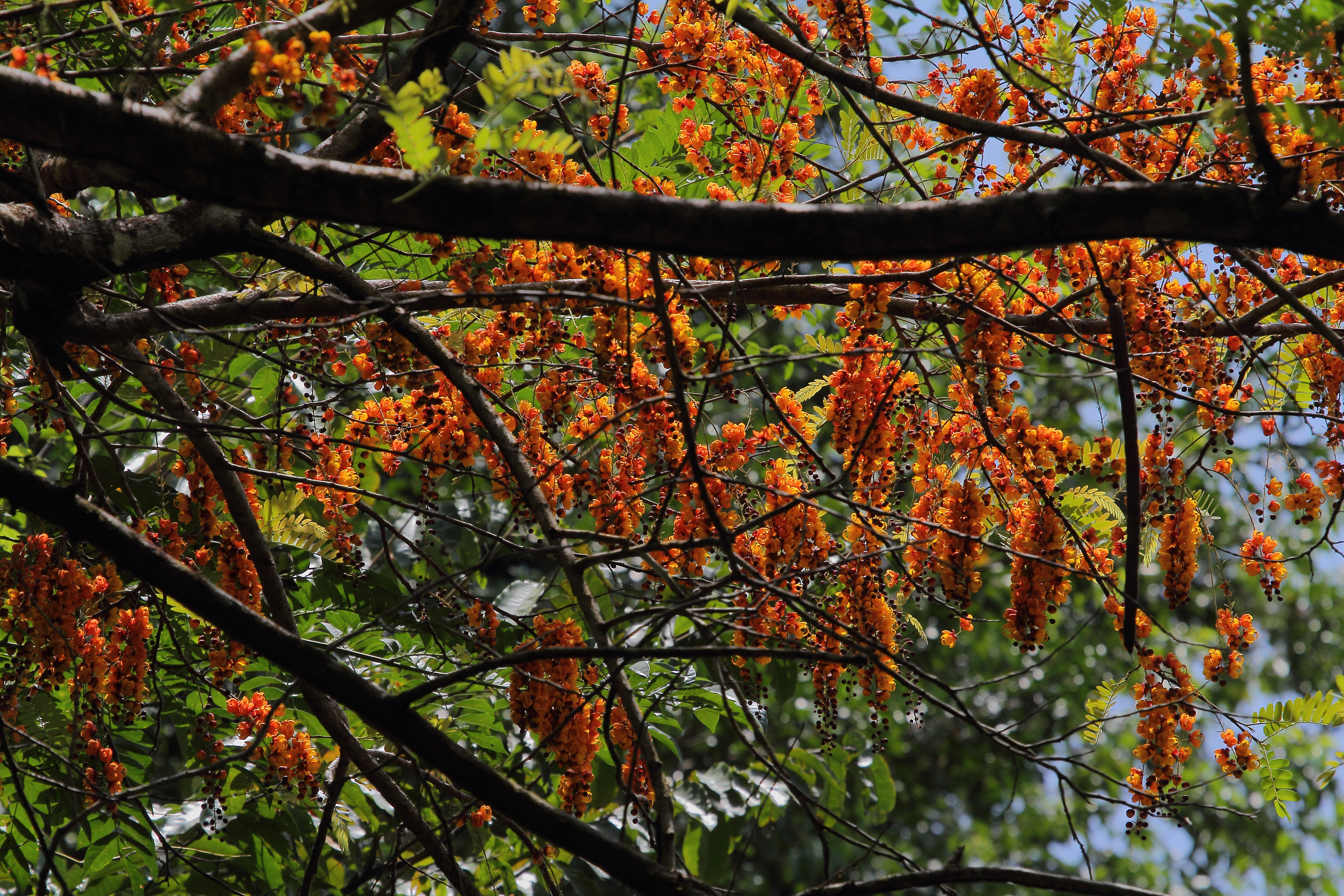
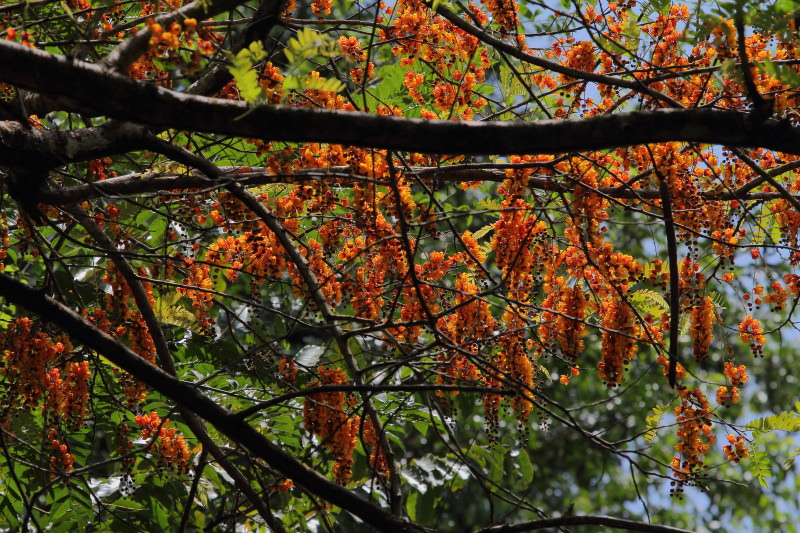